# Martina Hingis
| Posities op de WTA-ranglijst Positie per einde seizoen: \| jaar \| rang enkelspel \| rang dubbelspel \| \| ---- \| -------------- \| --------------- \| \| 1994 \| 87 \| – \| \| 1995 \| 16 \| 29 \| \| 1996 \| 6 \| 10 \| \| 1997 \| 1 \| 3 \| \| 1998 \| 2 \| 2 \| \| 1999 \| 1 \| 2 \| \| 2000 \| 1 \| 3 \| \| 2001 \| 4 \| 30 \| \| 2002 \| 10 \| 15 \| \| 2006 \| 7 \| – \| \| 2007 \| 19 \| 64 \| \| \| \| \| \| 2013 \| – \| 180 \| \| 2014 \| – \| 11 \| \| 2015 \| – \| 2 \| \| 2016 \| – \| 4 \| |                |                 |
| jaar | rang enkelspel | rang dubbelspel |
| 1994 | 87             | –               |
| 1995 | 16             | 29              |
| 1996 | 6              | 10              |
| 1997 | 1              | 3               |
| 1998 | 2              | 2               |
| 1999 | 1              | 2               |
| 2000 | 1              | 3               |
| 2001 | 4              | 30              |
| 2002 | 10             | 15              |
| 2006 | 7              | –               |
| 2007 | 19             | 64              |
| |                |                 |
| 2013 | –              | 180             |
| 2014 | –              | 11              |
| 2015 | –              | 2               |
| 2016 | –              | 4               |

Martina Hingis (Košice, 30 september 1980) is een voormalig tennisspeelster met de Zwitserse nationaliteit. Zij is een dochter van Tsjecho-Slowaakse ouders, Melanie Molitorová (tevens coach) en Karol Hingis. Haar officiële naam is Hingisová – op achtjarige leeftijd verhuisde zij naar Zwitserland. Zij is vernoemd naar Martina Navrátilová, een andere tennisspeelster uit Tsjecho-Slowakije. Hingis begon met tennis toen zij twee jaar oud was. Zij speelt rechtshandig en heeft een tweehandige backhand. Zij was actief in het proftennis van 1994 tot en met 2017.

## Loopbaan

### 1994-2002
Hingis speelde professioneel tennis van oktober 1994 tot 2002, toen zij haar loopbaan tijdelijk onderbrak vanwege een enkelblessure. Zij behaalde tot dat moment veertig WTA-titels in het enkelspel en 36 in het dubbelspel. Zij had als kenmerk om zich niet te excuseren na een netbal of een mishit, omdat zij vond dat je geluk kunt afdwingen.
In 1996 werd Hingis de jongste tennisspeelster die een toernooi op Wimbledon won. Zij won toen met Helena Suková de vrouwendubbelspelfinale. In 1997 op het Australian Open werd Hingis, met 16 jaar en 16 weken, de jongste speelster in het open tijdperk die een grandslamtitel won in het enkelspel – zij is nog steeds houdster van dat record. Zij werd in eigen land in 1997 verkozen tot Zwitsers Sportvrouw van het Jaar.
In 1998 won zij een Grand slam in het vrouwendubbelspel. Het Australian Open won zij samen met Mirjana Lučić en de andere drie met Jana Novotná – daarmee was zij na Maria Bueno (in 1960), Martina Navrátilová en Pam Shriver (beiden in 1984) de vierde speelster die dat presteerde.

### 2006: comeback
Hingis speelde begin 2005 voor het eerst sinds 2002 weer een professionele wedstrijd in het toernooi in Pattaya, Thailand. Zij verloor in de eerste ronde van de Duitse Marlene Weingärtner. Geruchten over een mogelijke rentree in het profcircuit werden echter meteen van de hand gedaan door de Zwitserse, aangezien zij in Pattaya speelde voor liefdadigheidswerk. Aan het eind van hetzelfde jaar deelde zij echter toch mee haar profcarrière te zullen hervatten.
Na drie jaar op non-actief te hebben gestaan, begon Hingis op 2 januari 2006, tijdens het toernooi van Gold Coast aan haar tweede tennisleven. Hoewel zij in de eerste set meteen haar opslag moest inleveren, was de rentree overtuigend: María Vento-Kabchi werd met 6-1, 6-2 aan de kant geschoven. In de tweede ronde versloeg zij Klára Koukalová en in de kwartfinale won zij in drie sets van Nuria Llagostera Vives. In de halve finale verloor zij van Flavia Pennetta. Haar commentaar na afloop was dat zij niet had verwacht zo ver in het toernooi te komen en dat zij nog over te weinig conditie en routine beschikte om beter te presteren. Het daaropvolgende toernooi waar zij aan deelnam, het toernooi van Sydney, verliep minder gunstig. Zij sneuvelde in de eerste ronde tegen Justine Henin, met twee keer 6-3. In de pers verklaarde Henin: "Was het moeilijk? Tja, dat is het altijd tegen speelsters die zo zacht opslaan".
Tijdens het Australian Open van 2006 bereikte zij de kwartfinale, alvorens zij verloor van Kim Clijsters. Samen met haar partner, de Indiër Mahesh Bhupathi, won zij haar vijftiende grandslamtitel, voor de eerste keer in het gemengd dubbelspel. Van de vijftien grandslamtitels waren er zes in het enkelspel en negen in het dubbelspel.

### 2007
Op 1 november 2007 kondigde Hingis aan te stoppen met professioneel tennis; zij deed dit in hetzelfde hotel in Zwitserland waar zij ook haar comeback wereldkundig maakte. In eerste instantie werd verwacht dat Hingis haar loopbaan zou beëindigen vanwege rug- en heupblessures, waarmee zij in 2007 te kampen had. Zij had al een maand niet meer kunnen spelen. De directe aanleiding bleek echter dat Hingis tijdens Wimbledon 2007 positief was bevonden op het gebruik van cocaïne. Hingis ontkende het cocaïnegebruik en gaf naast het hangende dopingonderzoek haar leeftijd en blessures aan als oorzaak om nu definitief te stoppen. Hingis is op grond van het bewezen dopinggebruik schuldig bevonden en geschorst voor twee jaar, ingaande op 1 oktober 2007. Daarnaast heeft zij het prijzengeld moeten terugbetalen dat zij had verdiend vanaf Wimbledon 2007.

### 2013-2017
In 2013 maakte Hingis een onverwachte comeback naar het professionele circuit. Het enkelspel is niet meer aan haar besteed, maar sinds het tennistoernooi van Carlsbad stond zij wel weer op de baan in het dubbelspel aan de zijde van haar goede vriendin Daniela Hantuchová. Hun eerste partij, op 29 juli, won het paar met 6-1 en 6-1 van het duo Julia Görges/Darija Jurak. Hingis en Hantuchová speelden vier toernooien in de reeks van de US Open Series, plus het US Open zelf (waar zij, behalve aan het vrouwendubbelspel, ook aan het gemengd dubbelspel meedeed aan de zijde van Mahesh Bhupathi met wie zij in 2006 de titel op het Australian Open won).
Op 13 juli 2013 werd Hingis opgenomen in de internationale Tennis Hall of Fame.
Het jaar 2014 bracht haar een nieuwe titel, haar 38e, op het WTA-toernooi van Miami (samen met Sabine Lisicki), gevolgd door een finaleplaats op het WTA-toernooi van Eastbourne en het US Open (beide samen met Flavia Pennetta). Tegen het eind van het seizoen wist zij met Pennetta nog twee titels te winnen, in Wuhan (september) en Moskou (oktober).
In 2015 begon Hingis het jaar met winst in de gemengddubbelspel-finale van het Australian Open – samen met de Indiër Leander Paes versloeg zij Kristina Mladenovic en Daniel Nestor. Het was haar zestiende grandslamtitel en de eerste sinds de winst in het gemengd dubbelspel op het Australian Open van 2006. Op de grote Mandatory-toernooien in maart nam zij in het vrouwendubbelspel deel met een nieuwe partner, Sania Mirza uit India. Zij wonnen meteen beide titels, zowel die in Indian Wells als die in Miami. In juli 2015 won zij voor de derde maal de vrouwendubbelspeltitel op Wimbledon, eveneens met Sania Mirza aan haar zijde, alsmede het gemengd dubbelspel van Wimbledon, samen met Leander Paes (eveneens uit India). Met diezelfde partners won zij in september ook het US Open vrouwendubbelspel en het US Open gemengd dubbelspel.
In 2016 won zij nog twee grandslamtitels: het Australian Open in het vrouwendubbelspel (opnieuw aan de zijde van de Indische Sania Mirza) en Roland Garros in het gemengd dubbelspel samen met de Indiër Leander Paes. Op de Olympische spelen in Rio de Janeiro won zij een zilveren medaille, samen met Timea Bacsinszky.
In 2017 won zij samen met Jamie Murray de gemengddubbelspeltitel op Wimbledon alsook die op het US Open. In het vrouwendubbelspel won zij het US Open aan de zijde van de Taiwanese Chan Yung-jan.
Dat brengt haar totaal aantal grandslamtitels (september 2017) op 25: vijf in het enkelspel, dertien in het vrouwendubbelspel en zeven in het gemengd dubbelspel.

### Tennis in teamverband
In de periode 1995–2017 maakte Hingis deel uit van het Zwitserse Fed Cup-team – zij behaalde daar een winst/verlies-balans van 29–7. In 1998 bereikte zij de finale van de Wereldgroep – hoewel zij haar beide enkelspel-rubbers won, ging de hoofdprijs naar de Spaanse tegenstandsters.
Viermaal nam Hingis deel aan de Hopman Cup: in 1996 (met Marc Rosset bereikte zij de finale), in 1997 (weer met Rosset), in 1999 (met Ivo Heuberger) en in 2001 (met Roger Federer won zij de titel).

### Na de actieve loopbaan
Na het tennisseizoen 2017 stopte zij met professioneel tennis. Op 21 juli 2018, in het Zwitserse kuuroord Bad Ragaz, trad zij in het huwelijk met voormalig sportarts Harry Leemann. Op 8 maart 2019 beviel Hingis van een dochter.

## Palmares
| Legenda                | Legenda                  |
| ---------------------- | ------------------------ |
| Grandslamtoernooi      |                          |
| Olympische Spelen      |                          |
| Year-End Championships |                          |
| tot 2009               | 2009 – 2020 / vanaf 2021 |
| Tier I                 | Premier Mandatory        |
| Tier II                | Premier Five / WTA 1000  |
| Tier III               | Premier / WTA 500        |
| Tier IV & V            | International / WTA 250  |
|                        | Challenger / WTA 125     |

### Overwinningen op een regerend nummer 1
Hingis heeft tweemaal een partij tegen een op dat ogenblik heersend leider van de wereldranglijst gewonnen:
| nr. | datum      | toernooi          | ronde       | tegenstandster    | score              |         |
| --- | ---------- | ----------------- | ----------- | ----------------- | ------------------ | ------- |
| 1.  | 1996-05-10 | WTA Rome          | kwartfinale | Steffi Graf       | 2-6, 6-2, 6-3      | details |
| 2.  | 1998-11-22 | WTA Championships | finale      | Lindsay Davenport | 7-5, 6-4, 4-6, 6-2 | details |

### WTA-finaleplaatsen enkelspel
| nr.              | finale     | toernooi          | ondergrond    | tegenstandster          | score               |         |
| ---------------- | ---------- | ----------------- | ------------- | ----------------------- | ------------------- | ------- |
| gewonnen finales |            |                   |               |                         |                     |         |
| 1.               | 1996-10-13 | WTA Filderstadt   | hardcourt (i) | Anke Huber              | 6-2, 3-6, 6-3       | details |
| 2.               | 1996-11-10 | WTA Oakland       | tapijt (i)    | Monica Seles            | 6-2, 6-0            | details |
| 3.               | 1997-01-12 | WTA Sydney        | hardcourt     | Jennifer Capriati       | 6-1, 5-7, 6-1       | details |
| 4.               | 1997-01-26 | Australian Open   | hardcourt     | Mary Pierce             | 6-2, 6-2            | details |
| 5.               | 1997-02-02 | WTA Tokio         | tapijt (i)    | Steffi Graf             | walk-over           | details |
| 6.               | 1997-02-16 | WTA Parijs        | tapijt (i)    | Anke Huber              | 6-3, 3-6, 6-3       | details |
| 7.               | 1997-03-30 | WTA Miami         | hardcourt     | Monica Seles            | 6-2, 6-1            | details |
| 8.               | 1997-04-06 | WTA Hilton Head   | gravel        | Monica Seles            | 3-6, 6-3, 7-6       | details |
| 9.               | 1997-07-06 | Wimbledon         | gras          | Jana Novotná            | 2-6, 6-3, 6-3       | details |
| 10.              | 1997-07-27 | WTA Stanford      | hardcourt     | Conchita Martínez       | 6-0, 6-2            | details |
| 11.              | 1997-08-03 | WTA San Diego     | hardcourt     | Monica Seles            | 7-6, 6-4            | details |
| 12.              | 1997-09-07 | US Open           | hardcourt     | Venus Williams          | 6-0, 6-4            | details |
| 13.              | 1997-10-12 | WTA Filderstadt   | hardcourt (i) | Lisa Raymond            | 6-4, 6-2            | details |
| 14.              | 1997-11-16 | WTA Philadelphia  | tapijt (i)    | Lindsay Davenport       | 7-5, 6-7, 7-6       | details |
| 15.              | 1998-02-01 | Australian Open   | hardcourt     | Conchita Martínez       | 6-3, 6-3            | details |
| 16.              | 1998-03-15 | WTA Indian Wells  | hardcourt     | Lindsay Davenport       | 6-3, 6-4            | details |
| 17.              | 1998-05-03 | WTA Hamburg       | gravel        | Jana Novotná            | 6-3, 7-5            | details |
| 18.              | 1998-05-10 | WTA Rome          | gravel        | Venus Williams          | 6-3, 2-6, 6-3       | details |
| 19.              | 1998-11-22 | WTA Championships | tapijt (i)    | Lindsay Davenport       | 7-5, 6-4, 4-6, 6-2  | details |
| 20.              | 1999-01-31 | Australian Open   | hardcourt     | Amélie Mauresmo         | 6-2, 6-3            | details |
| 21.              | 1999-02-07 | WTA Tokio         | tapijt (i)    | Amanda Coetzer          | 6-2, 6-1            | details |
| 22.              | 1999-04-04 | WTA Hilton Head   | gravel        | Anna Koernikova         | 6-4, 6-3            | details |
| 23.              | 1999-05-16 | WTA Berlijn       | gravel        | Julie Halard-Decugis    | 6-0, 6-1            | details |
| 24.              | 1999-08-08 | WTA San Diego     | hardcourt     | Venus Williams          | 6-4, 6-0            | details |
| 25.              | 1999-08-22 | WTA Toronto       | hardcourt     | Monica Seles            | 6-4, 6-4            | details |
| 26.              | 1999-10-10 | WTA Filderstadt   | hardcourt (i) | Mary Pierce             | 6-4, 6-1            | details |
| 27.              | 2000-02-06 | WTA Tokio         | tapijt (i)    | Sandrine Testud         | 6-3, 7-5            | details |
| 28.              | 2000-04-02 | WTA Miami         | hardcourt     | Lindsay Davenport       | 6-3, 6-2            | details |
| 29.              | 2000-05-07 | WTA Hamburg       | gravel        | Arantxa Sánchez Vicario | 6-3, 6-3            | details |
| 30.              | 2000-06-25 | WTA Rosmalen      | gras          | Ruxandra Dragomir       | 6-2, 3-0, opg.      | details |
| 31.              | 2000-08-20 | WTA Montréal      | hardcourt     | Serena Williams         | 0-6, 6-3, 3-0, opg. | details |
| 32.              | 2000-10-08 | WTA Filderstadt   | hardcourt (i) | Kim Clijsters           | 6-0, 6-3            | details |
| 33.              | 2000-10-15 | WTA Zürich        | hardcourt (i) | Lindsay Davenport       | 6-4, 4-6, 7-5       | details |
| 34.              | 2000-10-29 | WTA Moskou        | tapijt (i)    | Anna Koernikova         | 6-3, 6-1            | details |
| 35.              | 2000-11-19 | WTA Championships | tapijt (i)    | Monica Seles            | 6-7, 6-4, 6-4       | details |
| 36.              | 2001-01-13 | WTA Sydney        | hardcourt     | Lindsay Davenport       | 6-3, 4-6, 7-5       | details |
| 37.              | 2001-02-18 | WTA Doha          | hardcourt     | Sandrine Testud         | 6-3, 6-2            | details |
| 38.              | 2001-02-25 | WTA Dubai         | hardcourt     | Nathalie Tauziat        | 6-4, 6-4            | details |
| 39.              | 2002-01-13 | WTA Sydney        | hardcourt     | Meghann Shaughnessy     | 6-2, 6-3            | details |
| 40.              | 2002-02-03 | WTA Tokio         | tapijt (i)    | Monica Seles            | 7-6, 4-6, 6-3       | details |
|                  |            |                   |               |                         |                     |         |
| 41.              | 2006-05-21 | WTA Rome          | gravel        | Dinara Safina           | 6-2, 7-5            | details |
| 42.              | 2006-09-24 | WTA Calcutta      | hardcourt (i) | Olga Poetsjkova         | 6-0, 6-4            | details |
| 43.              | 2007-02-04 | WTA Tokio         | tapijt (i)    | Ana Ivanović            | 6-4, 6-2            | details |
| verloren finales |            |                   |               |                         |                     |         |
| 1.               | 1995-05-07 | WTA Hamburg       | gravel        | Conchita Martínez       | 1-6, 0-6            | details |
| 2.               | 1996-05-12 | WTA Rome          | gravel        | Conchita Martínez       | 2-6, 3-6            | details |
| 3.               | 1996-10-20 | WTA Zürich        | tapijt (i)    | Jana Novotná            | 2-6, 2-6            | details |
| 4.               | 1996-11-24 | WTA Championships | tapijt (i)    | Steffi Graf             | 3-6, 6-4, 0-6       | details |
| 5.               | 1997-06-08 | Roland Garros     | gravel        | Iva Majoli              | 4-6, 2-6            | details |
| 6.               | 1998-02-08 | WTA Tokio         | tapijt (i)    | Lindsay Davenport       | 3-6, 3-6            | details |
| 7.               | 1998-08-16 | WTA Los Angeles   | hardcourt     | Lindsay Davenport       | 6-4, 4-6, 3-6       | details |
| 8.               | 1998-09-13 | US Open           | hardcourt     | Lindsay Davenport       | 3-6, 5-7            | details |
| 9.               | 1999-01-16 | WTA Sydney        | hardcourt     | Lindsay Davenport       | 4-6, 3-6            | details |
| 10.              | 1999-06-06 | Roland Garros     | gravel        | Steffi Graf             | 6-4, 5-7, 2-6       | details |
| 11.              | 1999-09-12 | US Open           | hardcourt     | Serena Williams         | 3-6, 6-7            | details |
| 12.              | 1999-10-17 | WTA Zürich        | hardcourt (i) | Venus Williams          | 3-6, 4-6            | details |
| 13.              | 1999-11-14 | WTA Philadelphia  | tapijt (i)    | Lindsay Davenport       | 3-6, 4-6            | details |
| 14.              | 1999-11-21 | WTA Championships | tapijt (i)    | Lindsay Davenport       | 4-6, 2-6            | details |
| 15.              | 2000-01-30 | Australian Open   | hardcourt     | Lindsay Davenport       | 1-6, 5-7            | details |
| 16.              | 2000-03-06 | WTA Scottsdale    | hardcourt     | Lindsay Davenport       | regen               | details |
| 17.              | 2000-03-18 | WTA Indian Wells  | hardcourt     | Lindsay Davenport       | 6-4, 4-6, 0-6       | details |
| 18.              | 2000-11-12 | WTA Philadelphia  | tapijt (i)    | Lindsay Davenport       | 6-7, 4-6            | details |
| 19.              | 2001-01-28 | Australian Open   | hardcourt     | Jennifer Capriati       | 4-6, 3-6            | details |
| 20.              | 2001-02-04 | WTA Tokio         | tapijt (i)    | Lindsay Davenport       | 7-6, 4-6, 2-6       | details |
| 21.              | 2001-04-22 | WTA Charleston    | gravel        | Jennifer Capriati       | 0-6, 6-4, 4-6       | details |
| 22.              | 2002-01-27 | Australian Open   | hardcourt     | Jennifer Capriati       | 6-4, 6-7, 2-6       | details |
| 23.              | 2002-03-16 | WTA Indian Wells  | hardcourt     | Daniela Hantuchová      | 3-6, 4-6            | details |
|                  |            |                   |               |                         |                     |         |
| 24.              | 2006-02-05 | WTA Tokio         | tapijt (i)    | Jelena Dementjeva       | 2-6, 0-6            | details |
| 25.              | 2006-08-20 | WTA Montréal      | hardcourt     | Ana Ivanović            | 2-6, 3-6            | details |
| 26.              | 2007-01-06 | WTA Gold Coast    | hardcourt     | Dinara Safina           | 3-6, 6-3, 5-7       | details |

### WTA-finaleplaatsen dubbelspel
| nr.                                 | finale     | toernooi            | ondergrond    | partner            | tegenstandsters                        | score             |         |
| ----------------------------------- | ---------- | ------------------- | ------------- | ------------------ | -------------------------------------- | ----------------- | ------- |
| gewonnen finales vrouwendubbelspel  |            |                     |               |                    |                                        |                   |         |
| 1.                                  | 1995-05-07 | WTA Hamburg         | gravel        | Gigi Fernández     | Conchita Martínez Patricia Tarabini    | 6-2, 6-3          | details |
| 2.                                  | 1996-07-07 | Wimbledon           | gras          | Helena Suková      | Meredith McGrath Larisa Neiland        | 5-7, 7-5, 6-1     | details |
| 3.                                  | 1996-10-20 | WTA Zürich          | tapijt (i)    | Helena Suková      | Nicole Arendt Natallja Zverava         | 7-5, 6-4          | details |
| 4.                                  | 1997-01-26 | Australian Open     | hardcourt     | Natallja Zverava   | Lindsay Davenport Lisa Raymond         | 6-2, 6-2          | details |
| 5.                                  | 1997-02-16 | WTA Parijs          | tapijt (i)    | Jana Novotná       | Alexandra Fusai Rita Grande            | 6-3, 6-0          | details |
| 6.                                  | 1997-04-06 | WTA Hilton Head     | gravel        | Mary Joe Fernandez | Lindsay Davenport Jana Novotná         | 7-5, 4-6, 6-1     | details |
| 7.                                  | 1997-07-27 | WTA Stanford        | hardcourt     | Lindsay Davenport  | Conchita Martínez Patricia Tarabini    | 6-1, 6-3          | details |
| 8.                                  | 1997-08-03 | WTA San Diego       | hardcourt     | Arantxa Sánchez    | Amy Frazier Kimberly Po                | 6-3, 7-5          | details |
| 9.                                  | 1997-09-28 | WTA Leipzig         | tapijt (i)    | Jana Novotná       | Yayuk Basuki Helena Suková             | 6-2, 6-2          | details |
| 10.                                 | 1997-10-12 | WTA Filderstadt     | hardcourt (i) | Arantxa Sánchez    | Lindsay Davenport Jana Novotná         | 7-6, 3-6, 7-6     | details |
| 11.                                 | 1997-10-19 | WTA Zürich          | tapijt (i)    | Arantxa Sánchez    | Larisa Neiland Helena Suková           | 4-6, 6-4, 6-1     | details |
| 12.                                 | 1998-01-17 | WTA Sydney          | hardcourt     | Helena Suková      | Katrina Adams Meredith McGrath         | 6-1, 6-2          | details |
| 13.                                 | 1998-02-01 | Australian Open     | hardcourt     | Mirjana Lučić      | Lindsay Davenport Natallja Zverava     | 6-4, 2-6, 6-3     | details |
| 14.                                 | 1998-02-08 | WTA Tokio           | tapijt (i)    | Mirjana Lučić      | Lindsay Davenport Natallja Zverava     | 7-5, 6-4          | details |
| 15.                                 | 1998-03-28 | WTA Miami           | hardcourt     | Jana Novotná       | Arantxa Sánchez Natallja Zverava       | 6-2, 3-6, 6-3     | details |
| 16.                                 | 1998-06-07 | Roland Garros       | gravel        | Jana Novotná       | Lindsay Davenport Natallja Zverava     | 6-1, 7-6          | details |
| 17.                                 | 1998-07-05 | Wimbledon           | gras          | Jana Novotná       | Lindsay Davenport Natallja Zverava     | 6-3, 3-6, 8-6     | details |
| 18.                                 | 1998-08-16 | WTA Los Angeles     | hardcourt     | Natallja Zverava   | Tamarine Tanasugarn Olena Tatarkova    | 6-4, 6-2          | details |
| 19.                                 | 1998-08-23 | WTA Montréal        | hardcourt     | Jana Novotná       | Yayuk Basuki Caroline Vis              | 6-3, 6-4          | details |
| 20.                                 | 1998-09-13 | US Open             | hardcourt     | Jana Novotná       | Lindsay Davenport Natallja Zverava     | 6-3, 6-3          | details |
| 21.                                 | 1999-01-31 | Australian Open     | hardcourt     | Anna Koernikova    | Lindsay Davenport Natallja Zverava     | 7-5, 6-3          | details |
| 22.                                 | 1999-03-13 | WTA Indian Wells    | hardcourt     | Anna Koernikova    | Mary Joe Fernandez Jana Novotná        | 6-2, 6-2          | details |
| 23.                                 | 1999-03-28 | WTA Miami           | hardcourt     | Jana Novotná       | Mary Joe Fernandez Monica Seles        | 0-6, 6-4, 7-6     | details |
| 24.                                 | 1999-05-09 | WTA Rome            | gravel        | Anna Koernikova    | Alexandra Fusai Nathalie Tauziat       | 6-2, 6-2          | details |
| 25.                                 | 1999-06-19 | WTA Eastbourne      | gras          | Anna Koernikova    | Jana Novotná Natallja Zverava          | 6-4, opg.         | details |
| 26.                                 | 1999-11-21 | WTA Championships   | tapijt (i)    | Anna Koernikova    | Larisa Neiland Arantxa Sánchez         | 6-4, 6-4          | details |
| 27.                                 | 2000-02-06 | WTA Tokio           | tapijt (i)    | Mary Pierce        | Alexandra Fusai Nathalie Tauziat       | 6-4, 6-1          | details |
| 28.                                 | 2000-06-11 | Roland Garros       | gravel        | Mary Pierce        | Virginia Ruano Pascual Paola Suárez    | 6-2, 6-4          | details |
| 29.                                 | 2000-08-20 | WTA Montréal        | hardcourt     | Nathalie Tauziat   | Julie Halard Ai Sugiyama               | 6-3, 3-6, 6-4     | details |
| 30.                                 | 2000-10-08 | WTA Filderstadt     | hardcourt (i) | Anna Koernikova    | Arantxa Sánchez Barbara Schett         | 6-4, 6-2          | details |
| 31.                                 | 2000-10-15 | WTA Zürich          | hardcourt (i) | Anna Koernikova    | Kimberly Po Anne-Gaëlle Sidot          | 6-3, 6-4          | details |
| 32.                                 | 2000-11-12 | WTA Philadelphia    | tapijt (i)    | Anna Koernikova    | Lisa Raymond Rennae Stubbs             | 6-2, 7-5          | details |
| 33.                                 | 2000-11-19 | WTA Championships   | tapijt (i)    | Anna Koernikova    | Nicole Arendt Manon Bollegraf          | 6-2, 6-3          | details |
| 34.                                 | 2001-10-07 | WTA Moskou          | tapijt (i)    | Anna Koernikova    | Jelena Dementjeva Lina Krasnoroetskaja | 7-6, 6-3          | details |
| 35.                                 | 2002-01-27 | Australian Open     | hardcourt     | Anna Koernikova    | Daniela Hantuchová Arantxa Sánchez     | 6-2, 6-7, 6-1     | details |
| 36.                                 | 2002-05-05 | WTA Hamburg         | gravel        | Barbara Schett     | Daniela Hantuchová Arantxa Sánchez     | 6-1, 6-1          | details |
|                                     |            |                     |               |                    |                                        |                   |         |
| 37.                                 | 2007-03-03 | WTA Doha            | hardcourt     | Maria Kirilenko    | Ágnes Szávay Vladimíra Uhlířová        | 6-1, 6-1          | details |
|                                     |            |                     |               |                    |                                        |                   |         |
| 38.                                 | 2014-03-30 | WTA Miami           | hardcourt     | Sabine Lisicki     | Jekaterina Makarova Jelena Vesnina     | 4-6, 6-4, [10-5]  | details |
| 39.                                 | 2014-09-27 | WTA Wuhan           | hardcourt     | Flavia Pennetta    | Cara Black Caroline Garcia             | 6-4, 5-7, [12-10] | details |
| 40.                                 | 2014-10-19 | WTA Moskou          | hardcourt (i) | Flavia Pennetta    | Caroline Garcia Arantxa Parra Santonja | 6-3, 7-5          | details |
| 41.                                 | 2015-01-10 | WTA Brisbane        | hardcourt     | Sabine Lisicki     | Caroline Garcia Katarina Srebotnik     | 6-2, 7-5          | details |
| 42.                                 | 2015-03-22 | WTA Indian Wells    | hardcourt     | Sania Mirza        | Jekaterina Makarova Jelena Vesnina     | 6-3, 6-4          | details |
| 43.                                 | 2015-04-05 | WTA Miami           | hardcourt     | Sania Mirza        | Jekaterina Makarova Jelena Vesnina     | 7-5, 6-1          | details |
| 44.                                 | 2015-04-12 | WTA Charleston      | gravel        | Sania Mirza        | Casey Dellacqua Darija Jurak           | 6-0, 6-4          | details |
| 45.                                 | 2015-07-11 | Wimbledon           | gras          | Sania Mirza        | Jekaterina Makarova Jelena Vesnina     | 5-7, 7-6, 7-5     | details |
| 46.                                 | 2015-09-13 | US Open             | hardcourt     | Sania Mirza        | Casey Dellacqua Jaroslava Sjvedova     | 6-3, 6-3          | details |
| 47.                                 | 2015-09-26 | WTA Guangzhou       | hardcourt     | Sania Mirza        | Xu Shilin You Xiaodi                   | 6-3, 6-1          | details |
| 48.                                 | 2015-10-03 | WTA Wuhan           | hardcourt     | Sania Mirza        | Irina-Camelia Begu Monica Niculescu    | 6-2, 6-3          | details |
| 49.                                 | 2015-10-10 | WTA Peking          | hardcourt     | Sania Mirza        | Chan Hao-ching Chan Yung-jan           | 6-7, 6-1, [10-8]  | details |
| 50.                                 | 2015-11-01 | WTA Finals          | hardcourt (i) | Sania Mirza        | Garbiñe Muguruza Carla Suárez Navarro  | 6-0, 6-3          | details |
| 51.                                 | 2016-01-09 | WTA Brisbane        | hardcourt     | Sania Mirza        | Angelique Kerber Andrea Petković       | 7-5, 6-1          | details |
| 52.                                 | 2016-01-15 | WTA Sydney          | hardcourt     | Sania Mirza        | Caroline Garcia Kristina Mladenovic    | 1-6, 7-5, [10-5]  | details |
| 53.                                 | 2016-01-29 | Australian Open     | hardcourt     | Sania Mirza        | Andrea Hlaváčková Lucie Hradecká       | 7-6, 6-3          | details |
| 54.                                 | 2016-02-14 | WTA Sint-Petersburg | hardcourt (i) | Sania Mirza        | Vera Doesjevina Barbora Krejčíková     | 6-3, 6-1          | details |
| 55.                                 | 2016-05-15 | WTA Rome            | gravel        | Sania Mirza        | Jekaterina Makarova Jelena Vesnina     | 6-1, 6-7, [10-3]  | details |
| 56.                                 | 2017-03-18 | WTA Indian Wells    | hardcourt     | Chan Yung-jan      | Lucie Hradecká Kateřina Siniaková      | 7-6, 6-2          | details |
| 57.                                 | 2017-05-13 | WTA Madrid          | gravel        | Chan Yung-jan      | Tímea Babos Andrea Hlaváčková          | 6-4, 6-3          | details |
| 58.                                 | 2017-05-21 | WTA Rome            | gravel        | Chan Yung-jan      | Jekaterina Makarova Jelena Vesnina     | 7-5, 7-6          | details |
| 59.                                 | 2017-06-25 | WTA Mallorca        | gras          | Chan Yung-jan      | Jelena Janković Anastasija Sevastova   | walk-over         | details |
| 60.                                 | 2017-07-01 | WTA Eastbourne      | gras          | Chan Yung-jan      | Ashleigh Barty Casey Dellacqua         | 6-3, 7-5          | details |
| 61.                                 | 2017-08-19 | WTA Cincinnati      | hardcourt     | Chan Yung-jan      | Hsieh Su-wei Monica Niculescu          | 4-6, 6-4, [10-7]  | details |
| 62.                                 | 2017-09-10 | US Open             | hardcourt     | Chan Yung-jan      | Lucie Hradecká Kateřina Siniaková      | 6-3, 6-2          | details |
| 63.                                 | 2017-09-30 | WTA Wuhan           | hardcourt     | Chan Yung-jan      | Shuko Aoyama Yang Zhaoxuan             | 7-6, 3-6, [10-4]  | details |
| 64.                                 | 2017-10-08 | WTA Peking          | hardcourt     | Chan Yung-jan      | Tímea Babos Andrea Hlaváčková          | 6-1, 6-4          | details |
| verloren finales vrouwendubbelspel  |            |                     |               |                    |                                        |                   |         |
| 1.                                  | 1995-08-20 | WTA Toronto         | hardcourt     | Iva Majoli         | Gabriela Sabatini Brenda Schultz       | 6-4, 0-6, 3-6     | details |
| 2.                                  | 1996-05-05 | WTA Hamburg         | gravel        | Gigi Fernández     | Arantxa Sánchez Brenda Schultz         | 6-4, 6-7, 4-6     | details |
| 3.                                  | 1996-05-12 | WTA Rome            | gravel        | Gigi Fernández     | Arantxa Sánchez Irina Spîrlea          | 4-6, 6-3, 3-6     | details |
| 4.                                  | 1996-05-19 | WTA Berlijn         | gravel        | Helena Suková      | Meredith McGrath Larisa Neiland        | 1-6, 7-5, 6-7     | details |
| 5.                                  | 1996-10-13 | WTA Filderstadt     | hardcourt (i) | Helena Suková      | Nicole Arendt Jana Novotná             | 2-6, 3-6          | details |
| 6.                                  | 1997-02-02 | WTA Tokio           | tapijt (i)    | Gigi Fernández     | Lindsay Davenport Natallja Zverava     | 4-6, 3-6          | details |
| 7.                                  | 1998-05-03 | WTA Hamburg         | gravel        | Jana Novotná       | Barbara Schett Patty Schnyder          | 6-7, 6-3, 3-6     | details |
| 8.                                  | 1999-02-07 | WTA Tokio           | tapijt (i)    | Jana Novotná       | Lindsay Davenport Natallja Zverava     | 2-6, 3-6          | details |
| 9.                                  | 1999-06-06 | Roland Garros       | gravel        | Anna Koernikova    | Serena Williams Venus Williams         | 3-6, 7-6, 6-8     | details |
| 10.                                 | 2000-01-15 | WTA Sydney          | hardcourt     | Mary Pierce        | Julie Halard Ai Sugiyama               | 0-6, 3-6          | details |
| 11.                                 | 2000-01-30 | Australian Open     | hardcourt     | Mary Pierce        | Lisa Raymond Rennae Stubbs             | 4-6, 7-5, 4-6     | details |
| 12.                                 | 2000-10-29 | WTA Moskou          | tapijt (i)    | Anna Koernikova    | Julie Halard Ai Sugiyama               | 6-4, 4-6, 6-7     | details |
| 13.                                 | 2001-08-05 | WTA San Diego       | hardcourt     | Anna Koernikova    | Cara Black Jelena Lichovtseva          | 4-6, 6-1, 4-6     | details |
| 14.                                 | 2002-01-12 | WTA Sydney          | hardcourt     | Anna Koernikova    | Lisa Raymond Rennae Stubbs             | forfait           | details |
|                                     |            |                     |               |                    |                                        |                   |         |
| 15.                                 | 2014-06-21 | WTA Eastbourne      | gras          | Flavia Pennetta    | Chan Hao-ching Chan Yung-jan           | 3-6, 7-5, [7-10]  | details |
| 16.                                 | 2014-09-06 | US Open             | harcourt      | Flavia Pennetta    | Jekaterina Makarova Jelena Vesnina     | 6-2, 3-6, 2-6     | details |
| 17.                                 | 2015-05-17 | WTA Rome            | gravel        | Sania Mirza        | Tímea Babos Kristina Mladenovic        | 4-6, 3-6          | details |
| 18.                                 | 2016-04-24 | WTA Stuttgart       | gravel (i)    | Sania Mirza        | Caroline Garcia Kristina Mladenovic    | 6-2, 1-6, [6-10]  | details |
| 19.                                 | 2016-05-07 | WTA Madrid          | gravel        | Sania Mirza        | Caroline Garcia Kristina Mladenovic    | 4-6, 4-6          | details |
| 20.                                 | 2016-08-14 | O.S. Rio de Janeiro | hardcourt     | Timea Bacsinszky   | Jekaterina Makarova Jelena Vesnina     | 4-6, 4-6          | details |
| 21.                                 | 2016-08-21 | WTA Cincinnati      | hardcourt     | Coco Vandeweghe    | Sania Mirza Barbora Strýcová           | 5-7, 4-6          | details |
| 22.                                 | 2017-04-16 | WTA Biel/Bienne     | hardcourt (i) | Timea Bacsinszky   | Hsieh Su-wei Monica Niculescu          | 7-5, 3-6, [7-10]  | details |
| gewonnen finales gemengd dubbelspel |            |                     |               |                    |                                        |                   |         |
| 1.                                  | 2001-01-06 | Hopman Cup          | hardcourt (i) | Roger Federer      | Monica Seles Jan-Michael Gambill       | 2-1               | details |
| 2.                                  | 2006-01-29 | Australian Open     | hardcourt     | Mahesh Bhupathi    | Jelena Lichovtseva Daniel Nestor       | 6-3, 6-3          | details |
|                                     |            |                     |               |                    |                                        |                   |         |
| 3.                                  | 2015-02-01 | Australian Open     | hardcourt     | Leander Paes       | Kristina Mladenovic Daniel Nestor      | 6-4, 6-3          | details |
| 4.                                  | 2015-07-12 | Wimbledon           | gras          | Leander Paes       | Tímea Babos Alexander Peya             | 6-1, 6-1          | details |
| 5.                                  | 2015-09-11 | US Open             | hardcourt     | Leander Paes       | Bethanie Mattek-Sands Sam Querrey      | 6-4, 3-6, [10-7]  | details |
| 6.                                  | 2016-06-03 | Roland Garros       | gravel        | Leander Paes       | Sania Mirza Ivan Dodig                 | 4-6, 6-4, [10-8]  | details |
| 7.                                  | 2017-07-16 | Wimbledon           | gras          | Jamie Murray       | Heather Watson Henri Kontinen          | 6-4, 6-4          | details |
| 8.                                  | 2017-09-09 | US Open             | hardcourt     | Jamie Murray       | Chan Hao-ching Michael Venus           | 6-1, 4-6, [10-8]  | details |
| verloren finales gemengd dubbelspel |            |                     |               |                    |                                        |                   |         |
| 1.                                  | 1996-01-06 | Hopman Cup          | hardcourt (i) | Marc Rosset        | Iva Majoli Goran Ivanišević            | 1-2               | details |

## Resultaten grandslamtoernooien
| Legenda | Legenda                          |
| ------- | -------------------------------- |
| g.t.    | geen toernooi gehouden           |
| l.c.    | lagere categorie                 |
| –       | niet deelgenomen                 |
| G       | uitgeschakeld in de groepsfase   |
| 1R      | uitgeschakeld in de eerste ronde |
| 2R      | uitgeschakeld in de tweede ronde |
| 3R      | uitgeschakeld in de derde ronde  |
| 4R      | uitgeschakeld in de vierde ronde |
| KF      | uitgeschakeld in de kwartfinale  |
| HF      | uitgeschakeld in de halve finale |
| F       | de finale verloren               |
| W       | het toernooi gewonnen            |
| w-v     | winst/verlies-balans             |

### Enkelspel
| Toernooi        | 1995 | 1996 | 1997 | 1998 | 1999 | 2000 | 2001 | 2002 |    | 2006 | 2007 | w-v |
| --------------- | ---- | ---- | ---- | ---- | ---- | ---- | ---- | ---- | -- | ---- | ---- | --- |
| Australian Open | 2R   | KF   | W    | W    | W    | F    | F    | F    | KF | KF   | 52-7 |     |
| Roland Garros   | 3R   | 3R   | F    | HF   | F    | HF   | HF   | –    | KF | –    | 35-8 |     |
| Wimbledon       | 1R   | 4R   | W    | HF   | 1R   | KF   | 1R   | –    | 3R | 3R   | 23-8 |     |
| US Open         | 4R   | HF   | W    | F    | F    | HF   | HF   | 4R   | 2R | 3R   | 43-9 |     |

### Vrouwendubbelspel
| Australian Open | 1R | 1R | W  | W | W | F  | HF | W  | 2R | –  | –  | 3R | W  | 2R |
| Roland Garros   | –  | KF | HF | W | F | W  | –  | –  | –  | –  | –  | KF | 3R | HF |
| Wimbledon       | 2R | W  | KF | W | – | 2R | –  | –  | –  | –  | 1R | W  | KF | KF |
| US Open         | 3R | HF | HF | W | – | 3R | KF | KF | 3R | 1R | F  | W  | HF | W  |

### Gemengd dubbelspel
| Australian Open | –  | –  | –  | W  | –  | –  | W  | KF | KF | 14-2 |
| Roland Garros   | KF | –  | –  | 2R | –  | –  | 2R | W  | 1R | 9-3  |
| Wimbledon       | 2R | KF | –  | –  | –  | KF | W  | 3R | W  | 17-4 |
| US Open         | HF | –  | KF | –  | 1R | –  | W  | 2R | W  | 14-3 |

## Trivia
- Aan het begin van haar loopbaan gedroeg Hingis zich nog weleens onsportief. Zo deed zij tijdens het Australian Open van 1999 enige ongenuanceerde uitspraken over het feit dat Amélie Mauresmo lesbisch is. Zij zei namelijk tegen de journalisten dat Mauresmo daar met haar vriendin was en dat zij eigenlijk al een halve man is. Hingis won uiteindelijk de finale van Mauresmo. Tijdens Roland Garros van hetzelfde jaar gedroeg zij zich onsportief in de verloren finale tegen Steffi Graf. Na een onderhandse opslag (reglementair toegestaan, maar geen usance) kreeg zij het Franse publiek tegen zich en werd zij uitgefloten.
- Sinds 2002 werkte Hingis onder andere voor de zender Eurosport, waar zij tijdens de grandslamtoernooien reportages maakte over de wedstrijden en over wat er achter de schermen van zo'n toernooi plaatsvindt.
- Hingis nam in 2009 deel aan de dansshow Strictly Come Dancing op de BBC.